# Stéphane Yerasimos
Stéphane Yerasimos (29 janvier 1942 - 20 juillet 2005) était un géopolitologue franco-turc.

## Biographie
Né dans une famille de la minorité grecque d'Istanbul, après des études d'architecture effectuées dans sa ville natale, il partit pour Paris compléter sa formation par des études d'urbanisme.
Enseignant-chercheur en urbanisme (Institut français d'urbanisme, Université de Paris VIII), et en géopolitique (DEA de Géopolitique de l'Université de Paris VIII, fondé par Yves Lacoste), il était un spécialiste des Balkans, de la Turquie, de la région du Caucase et de la Russie, au sein de l'Institut français de géopolitique de l'Université de Paris VIII, comme dans son premier domaine, l'urbanisme. Il a également été membre du comité de rédaction de plusieurs revues réputées, dont la revue Hérodote où il a participé à un certain nombre de numéros.
Il a aussi été directeur (1994-99) de l’Institut français d'études anatoliennes (IFEA) à Istanbul.

## Œuvres
Quelques-uns de ses ouvrages :
- Légende d’Empire. La fondation de Constantinople et de Sainte-Sophie dans les traditions turques (Maisonneuve, 1990)
- Demeures ottomanes de Turquie (Albin Michel, 1992)
- Constantinople, de Byzance à Istanbul (Place des Victoires, 2000)
- A la table du Grand Turc (Actes Sud, 2001)